# Condulmer
I Condulmèr (in alternativa Condulmero, Condulmar, Condulmaro, Gondulmer o simili) erano una famiglia popolare di Venezia, divisa in tre rami, che entrarono nel patriziato in diversi momenti.

## Storia

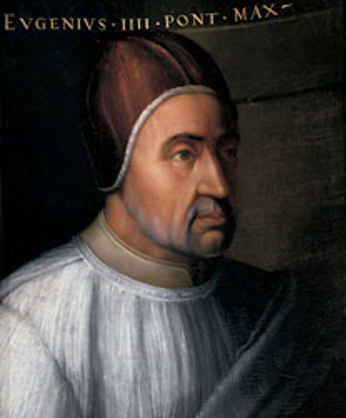
papa Eugenio IV

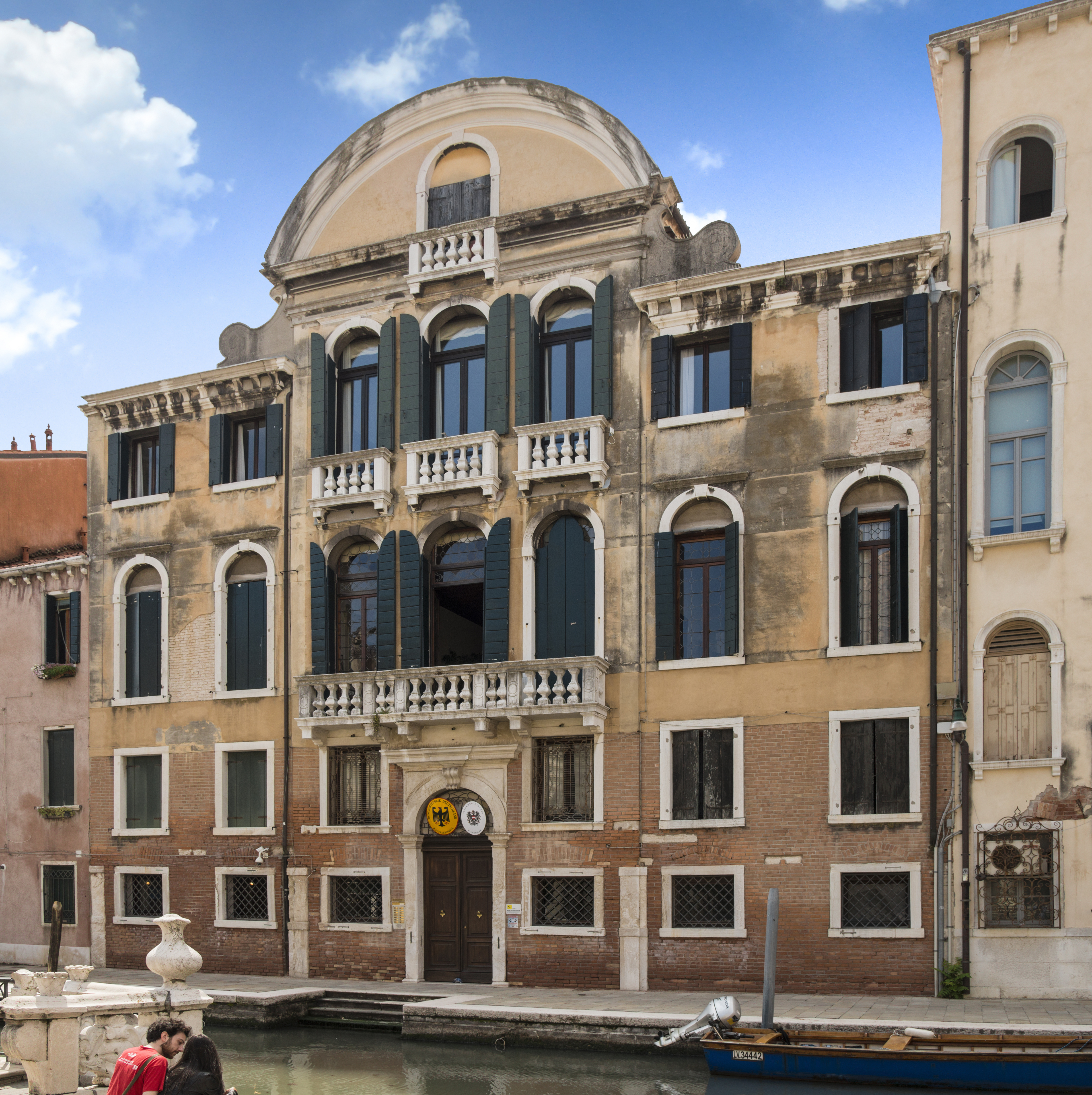
Palazzo Condulmer fronte alla chiesa dei Tolentini

Le tradizioni vorrebbero i Condulmer originari di Pavia, già capitale del Regno longobardo (in effetti, si nota una relazione con il nome germanico Gundalmar). Sarebbero giunti a Venezia in tempi antichissimi, dando alcuni tribuni, ma sarebbero rimasti esclusi dal Maggior Consiglio con la serrata del 1297.
Il più antico membro della famiglia noto è Marco, mercante di panni attestato nel 1297. All'inizio del Trecento risulta già divisa in tre linee.
Il primo ramo ad entrare nel ceto patrizio fu quello di Giacomo di Pietro, sorteggiato nel 1381 con altri trenta che avevano sostenuto la patria nel corso della guerra di Chioggia. Questo nucleo risiedeva in un palazzo di Santa Croce di fronte alla chiesa dei Tolentini, dove tuttora esiste il palazzo in fondamenta Condulmer.
La seconda linea, rappresentata da Angelo di Fiornovello, aveva anch'essa tentato di entrare in Maggior Consiglio nella medesima occasione, ma senza successo. Si riscattò poco dopo, quando la Repubblica decise di nobilitarla in seguito all'elezione di Gabriele di Angelo (1383-1447) a pontefice, con il nome di papa Eugenio IV (1431).
L'ultima, residente a Sant'Agnese, entrò nel 1653, aderendo all'iniziativa del governo di assegnare il patriziato a quanti avessero offerto centomila ducati per finanziare la guerra di Candia. A beneficiarne fu Nicolò di Domenico, il quale sarebbe morto poco dopo per la soddisfazione. Questa famiglia diede pochi membri di rilievo, tra cui Domenico di Francesco (1683-1747), che fu vescovo di Lesina e poi di Belluno, e Francesco di Alvise (1726-1785), vescovo di Famagosta.
I Condulmer ebbero un ruolo molto marginale nei primi secoli della vita politica veneziana. D'altra parte, l'ascesa di Gabriele al soglio pontificio spianò la carriera ecclesiastica a diversi suoi congiunti, in particolare i nipoti Marco di Bartolomeo († 1460/65), vescovo di Avignone e governatore di Bologna, e Francesco di Simone († 1453), cardinale. Qualche personalità emerse nelle ultime fasi della Repubblica, tra i quali Tommaso di Domenico (1759-1823), uno dei responsabili della difesa militare di Venezia che decisero di non reagire di fronte all'avanzata francese.
L'Enciclopedia storico-nobiliare di Vittorio Spreti, pubblicata negli anni 1930, cita quali ultimi membri i fratelli Pietro e Giovanni Battista di Girolamo (terzo ramo), nati a Padova rispettivamente nel 1866 e nel 1868 e di cui non dà notizie precise. Di Pietro sappiamo che fu capitano medico durante la grande guerra e che morì all'ospedale militare di Pordenone nel 1916, senza essersi mai sposato. Giovanni Battista conseguì la laurea in giurisprudenza presso l'università di Bologna e fu commissario prefettizio di Novi Ligure dal 1913 al 1914
Altra dimora era villa Condulmer a Zerman di Mogliano Veneto, innalzata da Alvise Condulmer e poi ereditata dai Grassi.

## Condolmieri di Ferrara
Un ramo della famiglia si trapiantò a Ferrara con Giacomo nel XV secolo ed alcuni esponenti ricoprirono la carica di podestà. Famiglia estinta nel 1769.